# 富士銀行行員顧客殺人事件
富士銀行行員顧客殺人事件（ふじぎんこうこういんこきゃくさつじんじけん）とは、1998年（平成10年）7月2日、埼玉県南埼玉郡宮代町東姫宮一丁目の民家で発生した強盗殺人事件。マッサージ師の男性A1（当時74歳）と妻A2（当時65歳）が、取引先であった富士銀行春日部支店の行員である男Oに自宅で絞殺され、債権を証明する名刺1枚を奪われた事件である。顧客夫婦殺害事件、宮代・老夫婦殺害事件などとも呼称される。
埼玉県春日部市にある富士銀行（現・みずほ銀行）春日部支店の行員であった男O（当時32歳）が、自身の顧客だった男性A1（事件当時67歳）と妻A2（当時67歳）から預かった金を別の運送業者へ融資するという不正な「浮貸し」を行っていたところ、2500万円の債務を負ったため、その発覚を恐れて夫婦を殺害した。Oは被害者夫婦から信頼を得て定期預金の運用を任されていたが、その信頼を裏切る形で成された犯行であった。

## 事件の経過
事件の10年前となる1988年（昭和63年）、被害者夫婦は東京都区部の土地を売却して宮代町へ移住。その際に富士銀行との取引を開始した。折からのバブル景気で都内の地価は上昇しており、土地の売却益1億円のうち5,000万円を老後資金として同行へ貯金した。翌1989年（平成元年）にOが同行へ入行。春日部支店へ赴任して夫妻の担当となり、以来10年の付き合いで、夫妻はOを信頼して定期預金の運用を任せていた。夫妻はともに身体障害を持っており、マッサージ師の夫A1（当時74歳）は全盲で、妻A2（当時67歳）は背骨に障害があった。
事件前年の1997年（平成9年）、バブル崩壊により銀行の貸し渋りが強まる中、Oは春日部市内の運送業者から融資を求められたが、業者は同行の融資基準を満たしておらず、板挟みとなっていた。そこでOは「半年ものの特別に有利な定期預金が出ました」と言って老夫婦を騙し、預金通帳と印鑑を預かって夫妻の定期預金5,700万円を引き出し、銀行を通さずに運送業者など2社に融資する「浮貸し」を行った。
しかしその後、運送業者は倒産して融資は回収不能となり、Oは2,500万円の債務を負うことになる。Oは名刺の裏に、夫妻から預かった金を「1998年7月2日に持参します」と自分の名刺の裏に書いて渡したものの、返済の当てはなかった。そして返済期日前日の1998年7月1日、Oは富士銀行から本店融資部への栄転の内示を受ける。異動により「浮貸し」が発覚することを恐れて、Oは夫妻の殺害を決意するに至った。
1998年7月2日の午前11時頃、Oは夫妻宅を訪れて「転勤が決まりました」と挨拶した後、妻A2に「最後の親孝行と思って肩をもませて下さい」と声をかけ、肩をもむふりをして絞殺。そして妻の異変に気付きうろたえる全盲の夫A1を口封じのため絞殺。夫妻宅にあった返済日を裏書きして渡した自分の名刺を奪って去った。Oは逃走の際に、証拠隠滅のためガスの元栓を開けて放火しようとしたが、ガス栓の安全装置が作動して失敗したため、強盗の犯行に見せかけるため室内を荒らして行った。

## 逮捕と裁判
同年7月4日朝、夫婦の遺体が発見された。埼玉県警察が本事件を殺人事件と断定し、捜査本部を設置して捜査した結果、同年7月8日にOが犯行を自供したため逮捕された。逮捕後、Oは9日付で富士銀行から懲戒解雇され、同日付で上司である春日部支店長も更迭された。翌10日、Oは捜査本部から浦和地方検察庁へ送検された。
同月29日、浦和地検は強盗殺人罪でOを浦和地方裁判所へ起訴した。Oの起訴を受け、富士銀行は橋本徹会長、山本惠朗頭取ら全代表取締役16名の減俸3か月、支店管掌副頭取の専務への降格、O勤務当時の春日部支店長の降格処分を発表した
浦和地裁における事件番号は平成10年(わ)第1021号。同年9月28日に浦和地裁（須田贒裁判長）で初公判が開かれ、罪状認否で被告人Oは起訴事実を認めたが強盗目的は否認し、弁護人も強盗殺人罪ではなく殺人罪の成立を主張した。1999年（平成11年）5月13日の論告求刑公判で、検察官は債権の存在を示す名刺を夫婦殺害後に奪った行為は強盗殺人罪が成立すると主張した上で、高度な犯行計画性、身勝手な犯行動機、残忍・冷酷な犯行態様、社会的影響、遺族の処罰感情などについて言及、被告人Oに死刑を求刑した。一方の弁護人は同年7月15日の第9回公判で最終弁論を行い、名刺は財物ではなく強盗殺人は成立しないと主張した上で、遺族と銀行側の示談が成立している点、Oの父親が示談金1000万円を用意している点、Oは犯行を全面的に認め社会的制裁（懲戒解雇・離婚など）を受けている点、死刑はOの子供への将来の影響が大きい点などを主張、無期懲役にするよう求めた。一方で遺族は検察官の証人として出廷、銀行と示談したのはOの雇用責任という意味で応じただけであり、今後も一切O側との示談を受け入れる意向はなく、Oの死刑を望む気持ちに変わりはないと述べた。
同年9月29日の判決公判で、浦和地裁刑事第1部（須田贒裁判長）はOを無期懲役とし、その刑期に未決勾留日数中300日を算入する判決を言い渡した。浦和地裁は強盗殺人罪の成立を認定し、「無抵抗の老夫婦を殺害した残虐非道な犯行」「動機に酌量の余地は全くない」などとOを厳しく非難したものの、「名刺の強取及び、債務を免れる意図について、利欲性はそれほど高いものではなく、一攫千金を狙った強盗殺人の事案と本件とを同列に論じることは相当でない」「犯行は計画的であったが周到ではなく、ためらいも感じていた」「長期間にわたる特殊な経緯からすれば、本件犯行の模倣性・伝播性は大きいとはいえない」「反省悔悟の念を深めており、前科前歴がない」「富士銀行が遺族に相当高額の金品を支払う調停が成立している」などとして、Oに無期懲役判決を言い渡した。
検察側は死刑求刑が受け入れられなかったことを不服として控訴したが、二審の東京高等裁判所（高橋省吾裁判長）は2000年（平成12年）12月20日、検察官の控訴を棄却する判決を言い渡した。検察が上告を行わなかったため、Oの無期懲役が確定した。

## 報道
この事件が発覚した当時は、一部のマスメディアにおいて、Oの学歴や出自に犯行の要因を求めるような報道もなされた。
朝日新聞出版『AERA』1998年7月27日号では、「バブル全盛期である1989年から数年間、銀行や証券会社など金融機関は大量採用を続け、東大やその他旧帝大、早稲田・慶應からしか採用していなかった政府系銀行が中堅私立大学からの採用を始め、驚きをもって迎えられていた時期だった。」と述べた上で、「都市銀行各行はバブル入行組の質の低い余剰行員を『人材の不良債権』と呼び、処遇に頭を抱えていた。」「Oはそうしたバブル採用組の一人として、1989年に五百余名の同期と共に富士銀行に入行した。」として、あたかも地方の中堅私立大学出身で、スポーツ推薦により入行したOの学歴（Oは私立福岡大学出身）が犯行の要因であったかのような報道を行った。またOの実家がいわゆるエリート家庭ではなく、中卒の父親が運送会社の従業員であったことを、Oの「浮貸し」行為に結びつけるような報道もされた。
本事件については、2017年9月14日放送のフジテレビ『奇跡体験!アンビリバボー』、2023年6月13日放送の日本テレビ『ザ!世界仰天ニュース』において取り上げられた。